# روپناگار
روپناگار (به انگلیسی: Rupnagar) یک منطقهٔ مسکونی در هند است که در بخش روپنگر واقع شده‌است. روپناگار ۱۳٫۶۵ کیلومتر مربع مساحت و ۵۶٬۰۰۰ نفر جمعیت دارد و ۲۶۲ متر بالاتر از سطح دریا واقع شده‌است.